# Талапкерский сельский округ
Талапке́рский се́льский окру́г (каз. Талапкер ауылдық округі) — административная единица в составе Целиноградского района Акмолинской области Республики Казахстан.
Административный центр — село Талапкер.

## География
Административно-территориальное образование расположено в северной части района, граничит:
- на севере с Шортандинским районом,
- на востоке с городом Астана,
- на юге с Караоткельским, Нуресильским сельскими округами,
- на западе с Арайлынским сельским округом.

Сельский округ расположен на казахском мелкосопочнике. Рельеф местности в основном представляет собой сплошную равнину с незначительными перепадами высот; средняя высота округа — около 330 метров над уровнем моря. 
Гидрографическая сеть округа представлена рекой Ишим — которая образует южные границы округа.
Климат холодно-умеренный, с хорошей влажностью. Среднегодовая температура воздуха отрицательная и составляет около -4,1°С. Среднемесячная температура воздуха в июле достигает +20,4°С. Среднемесячная температура января составляет около -14,3°С. Среднегодовое количество осадков составляет около 395 мм. Основная часть осадков выпадает в период с июня по июль.
Через территорию сельского округа с запада на восток проходит около 15 километров Южносибирской железнодорожной магистрали. Имеется станция.
С запада на восток проходит около 20 километров автодороги республиканского значения — М-36 «Граница РФ (на Екатеринбург) — Алматы; через Костанай, Астана, Караганда».

## История
Нынешний сельский округ образовался в периоде 1991 — 1998 годов как Талапкерский сельсовет из 4 населённых пунктов: сёла Талапкер, Буденное — из Кировского сельсовета; Разъезд 96 из Косчекинского сельсовета; село Калинино ― из Интернационального сельсовета. Село Калинино было переименовано в село Кызылсуат.
В 1992 году село Буденное было переименовано в село Кажымукан.
В 2018 году Разъезд 96 был переименован и преобразован в село Ыбырая Алтынсарина.
В 2019 году село Кызылсуат было передано в состав новообразованного Кызылсуатского сельского округа.

## Население
| Численность населения | Численность населения |
| 1999                  | 2009                  |
| --------------------- | --------------------- |
| 1229                  | ↗5007                 |

## Состав
| № | Населённый пункт   | Тип населённого пункта       | Население, 1989 | Население, 1999 | Население, 2009 |
| - | ------------------ | ---------------------------- | --------------- | --------------- | --------------- |
| 1 | Кажымукан          | село                         | 264             | 287             | 683             |
| 2 | Кызылсуат          | село (передано)              | 416             | 368             | 684             |
| 3 | Талапкер           | село, административный центр | 565             | 501             | 3 111           |
| 4 | Ыбырая Алтынсарина | село                         | 54              | 73              | 529             |

## Местное самоуправление
Аппарат акима Талапкерского сельского округа — село Талапкер, улица Талапкерская, 96.
- Аким сельского округа — Кужубаев Мирас Алибекович.